# فيليب راي
فيليب راي (بالإنجليزية: Philip Ray)‏ هو ممثل بريطاني (وحمل سابقاً جنسية المملكة المتحدة لبريطانيا العظمى وأيرلندا)، ولد في 1 نوفمبر 1898 بلندن في المملكة المتحدة، وتوفي بنفس المكان في 11 مايو 1978.

## وصلات خارجية
- فيليب راي على موقع IMDb (الإنجليزية)
- فيليب راي على موقع أول موفي (الإنجليزية)
- فيليب راي على موقع قاعدة بيانات الأفلام السويدية (السويدية)
- فيليب راي على موقع ديسكوغز (الإنجليزية)
- فيليب راي على موقع قاعدة بيانات الفيلم (الإنجليزية)
- فيليب راي على موقع كينوبويسك (الروسية)